# Шри Симха
Шри Симха, также Шри Сингха, Шрисимха, Шрисингха (IAST: Śrī Siṃha — «славный лев»; Вайли: dpal gyi senge;) (VII-VIII в.) — один из первых учителей традиции Дзогчен. Считается учеником Манджушримитры.

## Биография
Шри Симха родился в городе Шокьям в Хотанe. Его отца звали Гева Дэнпа, а мать — Нангва Сэлва Раб Ту Кхьенма. С пятнадцати лет он проходил обучение у учителя Харибхала, став глубоко просвещённым. В видении получил от Авалокитешвары наказ идти в Индию, где он встретил Манджушримитру. По традиции Шри Симха считается его учеником. В то же время, как отмечает Намкай Норбу Ринпоче, согласно историческим хроникам раздела Природы Ума Шри Симха жил много позже Манджушримитры, поэтому передача учений могла бы происходить только посредством общения сверхъестественного характера.
Шри Симха осуществил классификацию тантр Менгагдэ, выделив в разделе Устных Наставлений следующие циклы Сердечной Сущности (Ньингтик):
- Внешний (Чи Кхор),
- Внутренний (Нанг Кхор),
- Секретный (Санг Кхор),
- Непревзойдённый Сущностный (Янг Санг Ла На Ме Пей Кхор).

Согласно легенде, после того как Шри Симха дал завершающие наставления по Дзогчену своему ученику Джнянасутре, он исчез в радужном свете.

## Ученики
Учениками Шри Симхи были Падмасамбхава, Джнянасутра, Вималамитра и Вайрочана, которым он передал учения Семдэ и Лонгдэ. Посвящение в Дзогчен происходит посредством так называемой передачи, что происходит непосредственно от Учителя ученику. Чокьи Нима описывает передачу Шри Симхи Вайрочане следующим образом:
Когда Шри Симха давал передачу Вайрочане, он сделал это более приятным образом. Он не бил Вайрочану сандалией [как Тилопа Наропу]; он дал ему яблоко. Говорят, что Вайрочана получил полное посвящение Дзогчен, известное как «выражение сознавания» просто через этот жест давания яблока.